# فيزياء حيوية خلوية
الفيزياء الحيوية الخلوية هي مجال فرعي من الفيزياء الحيوية يركز على المبادئ الفيزيائية التي تقوم عليها وظيفة الخلية. تشمل المجالات الفرعية ذات الاهتمام الحالي النماذج الإحصائية لديناميكيات الإشارات داخل الخلايا، والنقل داخل الخلايا، وميكانيكا الخلايا (بما في ذلك ميكانيكا الغشاء والهيكل الخلوي)، والمحركات الجزيئية، والكهرباء البيولوجية ونظرية الشبكة الوراثية. استفاد المجال بشكل كبير من التطورات الأخيرة في تقنيات التصوير الجزيئي للخلايا الحية التي تسمح بالقياس المكاني والزماني للجزيئات الكبيرة والوظيفة الجزيئية الكبيرة. أثبتت طرق التصوير المتخصصة مثل FRET وFRAP والتنشيط الضوئي وتصوير الجزيء الفردي أنها مفيدة لرسم خرائط النقل الجزيئي الكبير والتغيرات التكوينية الديناميكية في البروتينات والتفاعلات الجزيئية الكبيرة. تسمح المجهرية فائقة الدقة بتصوير هياكل الخلايا تحت الدقة الضوئية للضوء. مكّن الجمع بين الأدوات التجريبية الجديدة والنماذج الرياضية القائمة على العلوم الفيزيائية من تحقيق اختراقات حديثة مهمة في هذا المجال. تعمل مراكز متعددة في جميع أنحاء العالم على تطوير مجال البحث.